# 王約 (元朝)
王约（1252年—1333年3月1日），字彦博，号豫斋，元代政治人物，官至集贤大学士、枢密副使、荣禄大夫，元授文定公、梁国公。生于元宪宗二年（1252年），卒于元惠宗至顺四年二月十五日（1333年3月1日），享年八十二岁。祖父王通为汴京人，宋末避乱迁真定（河北正定）。曾为元仁宗儒师，官太子詹事，多所匡正。
元英宗在位時（1320年—1323年）曾想废除征东行省，改设制度类似其他行省的三韩行省。这一提案被皇帝下发到中书省进行讨论。大臣王约表示反对，说：“高丽距离京师四千里，土地贫瘠，人民贫困，风俗杂尚，并非中原可比；万一改制无法推行下去，国力耗费在这上面不是国家的幸事，不如保留祖宗旧有的制度。”丞相赞同他的观点，向皇帝上奏不实施设立三韩行省的提案。高丽人知道这件事后，將王约的画像带回高丽设祠供奉，说：“使国祚不致断绝的是王公（王约）啊！”
《四库全书》《御批续资治通鉴纲目》卷二十四：“君子观王约告仁宗之言，可谓不负厥职者矣。然而仁宗之善政屡见于史册者，谓非王约辅导于其始可乎。若王约者贻仁宗之哲命者也。” 
羅振玉舊藏本《陽春白雪》中的散曲家「王大學士」即指王約，是现存两套《仙吕·点绛唇》的作者。

## 延伸阅读
[在维基数据编辑]
 《元史·卷178》，出自宋濂《元史》